# Aleksandar Freudenreich
Aleksandar Freudenreich (Zagreb, 21. studenog 1892. – Zagreb, 22. travnja 1974.), hrvatski arhitekt.
Arhitekt Aleksandar Freudenreich jedan je od najproduktivnijih hrvatskih arhitekata 20. stoljeća. Tijekom dugog života projektirao je oko pet stotina objekata. Pretpostavlja se da ih je izveo samostalno ili u suradnji s drugim arhitektima preko tri stotine, od kojih neka zauzimaju nezaobilazno mjesto u okvirima hrvatske moderne.

## Najranije doba
Aleksandar Freudenreich rođen je 21. studenog 1892. godine u obitelji glasovitih kazališnih djelatnika. Otac Dragutin, bio je poznati kazališni glumac, a djed Josip jedan je od osnivača Hrvatskog kazališta. Imao je dvoje braće Vojislava (1891. – 1917.) po zanimanju apotekara, i Milana (1900. 1973), koji je također bio arhitekt. 
Osnovnu je školu započeo pohađati 1899. u Varaždinu, no završio ju je u Zagrebu 1903. godine. Od 1903. do 1907. godine pohađao je u Zagrebu realnu gimnaziju, a nakon nje, od 1907. do 1911. godine graditeljski odjel građevno – stručne škole. 
Tijekom školskih praznika Freudenreich je radio kao zidan na brojnim zagrebačkim gradnjama s početka stoljeća. Nakon mature, 1911. godine zapošljava se u atelijeru poznatog zagrebačkog arhitekata i graditelja Lava Kalde i i Ivana Štefana.
1913. – 1914. prijavljuje se kao „jednogodišnji dobrovoljac“ u vojsku. Prvo služi u Beču a potom u Dubrovniku gdje ga je i zatekao početak Prvog svjetskog rata. Rat je proveo diljem Europe preko Galicije, Besarabije, Bukovine, Mađarske do Francuske i Belgije.  Po svršetku rata 1918. vraća se u Zagreb.

## Počeci projektantske djelatnosti
Od 1919. godine Frodenreich radi u Vojno- građevnom odjelu SHS. Te godine postaje ovlašteni graditelj ali doživljava i svoj prvi uspjeh kao arhitekt. Na natječaju za projekt Hrvatskog doma u Vukovaru dobiva 1. nagradu. Dom je građen od 1922. do 1923. godine. Nakon toga radi projekt Prve hrvatske štedionice na Sušaku koja je građena od 1924. do 1925. godine. U isto vrijeme sudionik je nekoliko natječaja za vijećnice u Vukovaru i Vinkovcima, Prvu hrvatsku obrtnu banku u Zagrebu. Također je radio i projekte za Stubičke Toplice, obiteljske kuće, društveni dom „Nada“ u Karlovcu, te projekte brojnih adaptacija. Projektirao je brojne Hrvatske domove i dvorane diljem Hrvatske. Indikativno je da je prizemlje Hrvatskog doma 1960-ih srušeno, a ondje napravljen "trg" odnosno proširen "Centar za kulturu" arhitektonski neprimjerenim aneksom.

## Arhitekti Freudenreich & Deutsch
1923. godine s arhitektom Pavlom Deutschom pokreče zajednički atelijer: „Arhitekti – Freudenreich & Deutsch – graditelji“. Do 1933. godine ured im je u Ilici 33, a od 1933. do 1940. godine u Gajevoj 2b. 1927. godine Freudenreich je izabran za gradskog zastupnika grada Zagreba. Na toj je dužnosti bio sve do 1932. godine kada je svrgnut tijekom diktature generala Petra Živkovića. Od 1927. do 1930. godine Freudenreich je polazio Arhitektonski odjel Državne umjetničke akademije u Zagrebu kod arhitekta Drage Iblera.

### Prve zajedničke realizacije
I usprkos brojnim dužnostima koje je tada obnašao, Freudenreich je u suradnji s Deutschom pokrenuo bogatu djelatnost. Tijekom najranije faze suradnje realiziraju nekoliko vila u Bosanskoj ulici u Zagrebu. Među inima obiteljske kuće: 
- Privora (Bosanska 13, 1923. – 1924.),
- Goranin (Bosanska 17 i 19, 1923. – 1924.),
- Heimbach (Bosanska 28, 1923. – 1928.),
- Šaban (Bosanska 11, 1924. – 1925.),
- Valdec (Bosanska 34, 1924. – 1925.)
- Freudenreich (Bosanska 30, 1927. – 1928.)

### Sokolska mogila
Godine 1925. po Freudenreichovom projektu izvodi se u zagrebačkom parku Maksimir impozantna Sokolska mogila. Skulpturu na njenom vrhu izradio je kipar Ivo Kerdić. Mogila nažalost nije nikada dovršena jer je rad Hrvatskog sokola ubrzo bio zabranjen. 
Veza arhitekta Freudenreicha i Hrvatskog sokola bila je duga i sezala je u njegovu ranu mladost. Već je kao đak, 1908. godine stupio u Hrvatski sokolski savez. Nastupao je na svim sletovima u Zagrebu i na sveslavenskim sletovima u Pragu sve do njegova ukinuća 1926. godine. Bio je član upravnog odbora Matice hrvatskog sokola i Hrvatskog sokolskog saveza, a napisao je i veliko broj članaka o tjelovježbi, gimnastičkim spravama i dvoranama.

### Realizacije od 1927. do 1938.
1927. godine Freudenreich i Deutsch izvode zgradu osnovne škole u Velom Varošu u Splitu. Iste godine dobivaju prvu nagradu na natječaju za stambenu i trgovačku zgradu Židovske bogoštovne općine na uglu Petrinjske i Amruševe ulice u Zagrebu. Nakon čitavog niza preinaka projekta zgrada će biti izgrađena 1929. godine.
Od 1927. do 1938. Freudenreic i Deutsch realizirali su veliki broj obiteljskih i stambeno poslovnih objekata u Zagrebu. Među inim:
- Stambeno poslovna zgrada Grünfeld (Gundulićeva 38, 1927)
- Stambena zgrada Reberski (Dežmanova 9, 1928.)
- Stambena zgrada Majdak (Bauerova/ Laginjina, 1930.)
- Stambeno poslovne zgrade Peršić, Herzog- Rosija, Fonsier  (Pod zidom 6,8,10, 1930. – 1931.)
- Stambena zgrada Markulin (Martićeva 40, 1930. – 1931.)
- Stambena zgrada Društva sveučilišnih profesora ( Bauerova 17, 1931.)
- Stambena zgrada Stožir- Geubauer (Prilaz Gjure Deželića 20, 1931.)
- Obiteljska kuća Deutsch (Bosanska 24, 1931.)
- Najamna stambena zgrada Tomašić (Bosanska 8/Buconjićeva, 1931. – 1932.)
- Najamna stambena zgrada Freudenreich (Bosanska 5, 1932. – 1936.)
- Stambeno trgovačka kuća Alkalay (Gajeva 2b, 1933.)
- Stambena zgrada Šarutanček (Ribnjak 6, 1936.)
- Stambena zgrada Vladislović (Ribnjak 4, 1937.)
- Zgrada hotela Štefanije Ferderber (Petrinjsaka 71, 1938.)

### Matica hrvatskih obrtnika
U razdoblju između 1927. do početka tridesetih godina sve je očitiji Freudenreichov odmak od protomodernizma i Art Decora ka krajnje pročišćenom modernizmu u duhu tada proklamiranih funkcionalističkih načela. Među najzrelijim primjerima tog razdoblja je stambeno poslovna kuća Alkalay (Gajeva 2b, 1933.). Dakako, jedan od važnih poticaja tom evoluitivnom putu Freudenreicha treba pripisati pohađanje Državne umjetničke akademije kod Drage Iblera.
No vrhunac profesionalne karijere Freudenreich će ostvariti realizacijom zgrade Matice hrvatskih obrtnika (Ilica 49, 1938.). Maticu hrvatskih obrtnika Freudenreich je projektirao u suradnji s arhitektom Zvonimirom Požgajem. Riječ je o jednoj od tada najsmionijih interpolacija kojom autori u horizontalnoj strukturi Ilice 19. stoljeća interpoliraju soliteran objekt od osam katova koji će u vizuri grada biti jedna od dominantnijih točaka sve do izgradnje Iličkog nebodera tijekom pedesetih godina 20. stoljeća.
Zanimljiv je način na koji autori realiziraju projekt. Naime, zbog prostornog ograničenja parcele koja je prema ulici uska, arhitekti objekt razvijaju klasterski u dubinu parcele. Pri tome prizemlje u potpunosti uvlače i pasažno ga otvaraju vješto kreirajući u uskoj i prometnoj ulici jedan novi javni prostor a time i novu prostornu vrijednost. 
Riječju, uz promjene visinskih gabarita jedna od karakteristika gradnje objekata tijekom moderne je i uvlačenje prizemlja za trgovine kako bi se s jedne strane oslobodili pločnici za brže kretanje ljudi a s druge strane kako bi se povećali izložbeni prostori trgovina a prolaznicima i kupcima omogućilo da ih u miru razgledaju. Matica hrvatskih obrtnika jedan je od uspješnijih takvih primjera u Zagrebačkoj izgradnji uopće.

### Natječaji
U tom razdoblju Freudenreich i Deutsch bit će prisutni i na većini tada značajnih arhitektonskih natječaja.  Među inim sudjelovali su na natječajima za:
- Školu za higijenu u Zagrebu (1925.)
- Dom udruženja graditelja u Zagrebu (1926.)
- Škole i stambene zgrade u Sarajevu, BiH (1926.)
- Hotel Milinov (Dubrovnik) u Zagrebu (1927.)
- Palaču braće Janeković u Zagrebu (1927.)
- Glavnu hrvatsku blagajnu za osiguranje rudarskih radnika u Zagrebu (1927.)
- Pomorski muzej u Splitu (1927.)
- Oblasnu bolnicu u Smederevu, Srbija (1928.)
- Zgradu Okružnog ureda u Mariboru, Slovenija (1929.)
- Kazališnu zgradu u Novom Sadu, Srbija (1930.)
- Banovsku palaču u Splitu (1930.)
- Banovsku bolnicu u Splitu (1930.)
- Dom zanatskog i pomoćničkog društva u Zagrebu (1930.)
- Stambene zgrade u Novom Sadu (1930.)
- Stambene zgrade JAZU u Zagrebu (1930.)
- Školu u Varaždinu (1930.)
- Židovsku bolnicu u Zagrebu (1930. – 1931.)
- Palaču radničkih ustanova u Zagrebu (1932.)
- Upravnu zgradu gradskih poduzeća u Zagrebu (1932.)
- Dom invalida kralja Aleksandra u Beogradu, Srbija (1933.)
- Državnu štampariju, Beograd, Srbija (1933.)

### Hrvatski domovi
Aleksandar Freudenreich u hrvatsku će arhitekturu 20. stoljeća uvesti jedan novi tip društvenih objekata nazvanih „Hrvatski dom“. Vremenom, promjenama ideologija i režima taj će se naziv u nekoliko navrata mijenjati. Tijekom NDH Hrvatski će domovi biti preimenovani u „Prosvjetna ognjišta“, a nakon 1945. u Domove kulture. Kao što smo vidjeli najraniji Hrvatski dom, onaj u Vukovaru Freudenreich je projektirao 1919. godine na početku svoje profesionalne karijere. Među inima do 1941. godine projektirao je i:
- Hrvatski dom, Karlovac (1926.)
- Hrvatski dom, Đakovo (1927.)
- Hrvatski dom, Ivanić-Grad (1927.)
- Hrvatski dom, Daruvar (1929.)
- Hrvatski dom, Garešnica (1929.)
- Hrvatski seljački prosvjetni dom, Ladanje Donje (1938.)
- Hrvatski dom, Nova Gradiška  (1940.)

### Prekid suradnje
1940. godine Pavao Deutsch je pozvan u vojsku nakon čega dolazi do prekida suradnje s Freudenreichom. Nekako u isto vrijeme Freudenreich je imenovan intendantom Hrvatskog narodnog kazališta u Zagrebu. S te će dužnosti biti smijenjen 1941. godine.

## Freudenreich između 1941. do 1945.
Uspostavom Nezavisne Države Hrvatske Freudenreich djeluje u Odboru za umjetničku opremu s kiparom Ivom Kerdićem. Freudenreich je u to vrijeme pričuvni satnik tehničkih četa a ubrzo postaje i jedan od najangažiranijih državnih arhitekta. Tijekom 1943. godine Freudenreichu će biti angažiran na jednom od tada najambicioznijih projekata- uređenju svetišta Božje u Mariji Bistrici. 

### Marija Bistrica
Iakoje već 1940. nadbiskup Alojzije Stepininac predložio je da se od Marije Bistrice “napravi hrvatsko narodno svetište” s realizacijom se krenulo tek tijekom proljeća 1943.  
Za suradnike, Freudenreich će angažirati arhitekte Dragu Galića i Vladimira Potočnjaka s kojima radi „sreditbenu osnovu" Marije Bistrice. 
Ubrzo će se Marija Bistrica pretvoriti u ta teška vremena u pravi umjetnički egzil za mnoge mlade hrvatske umjetnike. Riječ je o slikarima: Krsti Hegedušiću, Željku Hegedušiću, Branki Hegedušić- Frangeš, Ivanu Generaliću, Ivanu Režeku, Josipu Šermetu, Josipu Crnoboriju, Gabrijelu Stupici, Marku Rašici, Anti Kaštelančiću i Draganu Berakoviću, koji pod protektoratom nadbiskupa Stepinca dobivaju zadatak da oslikaju baziliku i kapelu sv. Petra.
Radovi će bez prestanka trajati od 1943. do svibnja 1945., odnosno do sloma NDH.

### Mihovljan
1944. godine Nadbiskupski duhovni stol povjerio je Freudenreichu izradu projekta izgradnje crkve u Mihovljanu na mjestu starije koja je srušena tijekom ratnih djelovanja.
Povodom toga Freudenreich će u suradnji s lokalnim župnikom Josipom Prežigalom nastojati za potrebe radova od vojne službe osloboditi tridesetak mještana Mihovljana, a u što će se uključiti i sam nadbiskup Stepinac. Iako će nadležno ministarstvo formalno odobriti Stepinčevu zamolbu, borba za oslobođenje mještana od vojne službe nastavit će se i poprimiti dramatičan karakter, jer više nije bila riječ samo o radovima već i o svjesnom spašavanju brojnih ljudskih života u krajnje nesigurnim vremenima.

### Prosvjetna ognjišta
Tijekom NDH Freudenreich će projektirati čitav niz društvenih domova naslovljenih „Prosvjetna ognjišta“. Među inim:
- Hrvatski dom, Komin (1941.)
- Prosvjetno ognjište, Bedenica (1942.)
- Hrvatski dom, Hrtkovci (1942.)
- Prosvjetno ognjište, Mala Mlaka (1942.)
- Prosvjetno ognjište, Velika Mlaka (1942.)
- Prosvjetno ognjište, Velika Kopanica (1942.)

## Freudenreich od 1945. do smrti
Nakon sloma NDH, Freudenreich već od jeseni 1945. godine počinje raditi na obnovi ratom uništenih naselja, a od 1946. godine referent je u Ministarstvu građevina NRH.
U to vrijeme projektirao je čitavo jedno selo- Gornje Vrhovce 1946.). Zanimljivo je da ga je nova vlast usprkos aktivnom djelovanju tijekom NDH odmah angažirala i na uređenju i izgradnji Brijuna.
Od 1953. Freudenreich opet počinje djelomično djelovati samostalno u atelijeru a djelomično kao namještenik u Državnom projektnom zavodu.

### Domovi kulture
Nakon rata Freudenreich je projektirao mnogobrojne, prosvjetne i radničke domove te domove kulture. Među inim u:
- Delnicama, Zadružni dom (1947.)
- Krku, Radnički dom (1947.)
- Skradu, Prosvjetni dom (1947. – 1948.)
- Volavju, Prosvjetni dom (1947.)
- Zelini, Dom kulture (1947.)
- Križevcima, Zadružni dom (1948.)
- Metkoviću, Dom kulture (1948.)
- Našicama, Dom kulture (1948.)
- Rogima i Buzinu, Dom kulture (1948.)
- Županji, Dom kulture (1950.)
- Petrinji, Dom kulture (1951.)
- Vodicama, Dom kulture (1951.)
- Podsusedu, Dom kulture (1952.)
- Slavonskom Brodu, Dom kulture (1952.)
- Koprivnici, Dom kulture (1954.)
- Krapini, Dom kulture (1953.)
- Slatini, Dom kulture (1953. – 1956.)
- Pregradi, Dom kulture (1954.)
- Zaprešiću, Dom kulture (1966.)

Među najznačajnijim realizacijama iz tog razdoblja su domovi u Petrinji i Dok Kulture u Metkoviću, te planinarski dom u Velika|Velikoj.

### Ostali radovi
Aleksandar Freudenreich bit će izuzetno aktivan i produktivan sve do smrti. Projektirao je adaptacije i uređenja mnogih važnih objekata poput kazališta u Varaždinu, Puli i Bjelovaru, Kneževa dvora u Rabu, Etnografski muzej u Zagrebu, Robnu kuću NAMA u zagrebačkoj Ilici, a pred sam kraj života radio je i na obnovi Zagrebačke katedrale. Također je projektirao i nekoliko kino dvorana, crkvi (Gradec, Kašina, Pleternica, Raskrižje, Suha Katalena, Vrbovec) i tvorničkih objekata (Oroslavje, Varaždin, Osijek i Zagreb).
Nakon Drugog svjetskog rata Freudenreich je također projektirao i nekoliko spomen obilježja antifašističke borbe, poput primjerice mogile u Veljunu, te spomen obilježja palim borcima u Hreljinu, Pisarovini, Jamnici Pisarovinskoj i Perjasici.  
Izradio je i projekte za uređenje trga ispred hotela u hvarskoj luci, oblikovanje tunela Dolje u Zagrebu, te nekoliko obiteljskih kuća i drugih objekata.
Pola stoljeća proučavao je i sabirao skice o narodnom graditeljstvu u svim krajevima Hrvatske, o čemu je objavio čitav nit stručnih članaka i nekoliko knjiga među kojima su najvažnije: Prosvjetna ognjišta, Zagreb (1943.), Narod gradi na ogoljelom krasu Zagreb- Beograd (1962.) i Kako narod gradi na području Hrvatske, Zagreb (1972.).
Kao kazališni djelatnik Freudenreich je napisao brojne igrokaze, bavio se koreografijom, inscenacijom i režijom. 1923. godine osnovao je Maticu hrvatskih kazališnih dobrovoljaca kojoj je tajnik i umjetničko vođa, dramaturg, redatelj i glumac sve do njena ukinuća 1945. godine.
Za svoj rad primio je 1968. godine nagradu za životno djelo "Viktor Kovačić", a 1969. odlikovan je i "Ordenom zasluga za narod sa srebrnim tracima".
Arhitekt Aleksandar Freudenreich umro je u 82. godini života, 22. travnja 1974. godine u Zagrebu ostavivši za sobom jedan od najopsežnijih opusa u hrvatskoj arhitekturi 20. stoljeća.

## Vanjske poveznice
- Freudenreich, Aleksandar Hrvatska tehnička enciklopedija, portal hrvatske tehničke baštine. LZMK